# Serguéi Perunin
Serguéi Alexeyevich Perunin –en ruso, Сергей Алексеевич Перунин– (Penza, URSS, 18 de julio de 1988) es un deportista ruso que compitió en natación. Ganó una medalla de oro en el Campeonato Europeo de Natación de 2010, en la prueba de 4 × 200 m libre.

## Palmarés internacional
| Campeonato Europeo | Campeonato Europeo | Campeonato Europeo | Campeonato Europeo |
| Año                | Lugar              | Medalla            | Prueba             |
| ------------------ | ------------------ | ------------------ | ------------------ |
| 2010               | Budapest (Hungría) | Medalla de oro     | 4 × 200 m libre    |